# Indragiri
L'Indragiri (o Inderagiri) è un fiume indonesiano situato nell'isola di Sumatra. Lungo 400 km e con un bacino di 20.000 km², ha origine sui monti Barisan, ma scorre per la maggior parte attraverso le pianure paludose della parte orientale dell'isola. Ha una portata media di ca. 1100 m³/s ed è navigabile fino a 150 km dalla foce.